# Wisconsin State Highway 29
Der State Highway 29 (Wisconsin) (auch State Trunk Highway 29, Highway 29, STH 29 oder WIS 29) ist eine von West nach Ost verlaufende State Route durch den US-amerikanischen Bundesstaat Wisconsin. Der westliche Endpunkt befindet sich in der Stadt Prescott an der Mündung des St. Croix River in den Mississippi. Der östliche Endpunkt befindet sich in Kewaunee am Michigansee.

## Verlauf
Im Nordosten des Stadtgebiets von Prescott münden gemeinsam der WIS 29 und der WIS 35 in den U.S. Highway 10. Nachdem der WIS 35 im östlichen Verlauf in River Falls die gemeinsame Strecke verließ, den U.S. Highway 63 versetzt gekreuzt hatte und den WIS 128 kreuzte, erreicht die Straße die Stadt Menomonie und kreuzt dort über eine Brücke den Red Cedar River. Im Stadtgebiet trifft der Highway auf den WIS 25 und den U.S. Highway 12, mit dem die Straße im weiteren Verlauf gemeinsam verläuft. Nach der Kreuzung mit der Interstate 94 verlässt der US 12 die gemeinsame Strecke in südöstlicher Richtung.
Nach der Brücke über den Eau Claire River tritt der WIS 29 in das Stadtgebiet von Chippewa Falls ein. Dort kreuzen der U.S. Highway 53 und der WIS 123. Nach der Kreuzung mit dem WIS 27 in Cadott verläuft der Highway gemeinsam mit dem in Thorp von Norden einmündenden WIS 73 in östliche Richtung.
Nach der Kreuzung mit dem WIS 13 in Abbotsford, dem WIS 97 und dem WIS 107 erreicht die Straße in Wausau den vierspurig ausgebauten U.S. Highway 51 und folgt diesem zunächst in südlicher Richtung. Nach dem Erreichen des nördlichen Endpunktes der Interstate 39 verlässt der WIS 29 die gemeinsame Strecke und führt vierspurig ausgebaut durch das Stadtgebiet von Wausau.
Im weiteren östlichen Verlauf kreuzt die Straße in Wittenberg versetzt den U.S. Highway 45. Am Südrand von Shawano bildet der WIS 29 nach der Kreuzung mit dem WIS 22 die südliche Umgehungsstraße der Stadt. Danach führt die Straße gemeinsam mit dem WIS 47 und den WIS 55 nach Südosten. In Bonduel trifft die Straße auf den südlichen Endpunkt des WIS 117; gleichzeitig biegt dort der WIS 47 von der gemeinsamen Strecke nach Süden ab. An der Einmündung des WIS 160 von Osten biegt auch der WIS 55 nach Süden ab und der WIS 29 verläuft in südöstlicher Richtung allein weiter.
Nach der Einmündung des WIS 156 und dem von Norden einmündenden WIS 32 erreicht die Straße das Stadtgebiet von Green Bay. Nach der Kreuzung mit dem U.S. Highway 41, der die westliche Umgehungsstraße von Green Bay bildet, verläuft der WIS 29 durch das Stadtzentrum von Green Bay. Hier trifft die Straße auf den WIS 54, WIS 57 und den U.S. Highway 141. Nach der Kreuzung mit der Interstate 43 verlässt der Highway den Großraum Green Bay.
Im weiteren Verlauf in östlicher Richtung sind es noch 37,3 km bis zum Endpunkt in Kewaunee am Michigansee, wo der WIS 29 in den WIS 42 einmündet.